# Харковски университет
Харковският национален университет Василий Каразин (на украински: Харківський національний університет імені В. Н. Каразіна) е най-старото висше училище в Украйна.
Открит е на 29 януари 1805 г., като първи университет в Малорусия. Шестият университет на Руската империя след Виленския от 1579 г. (от старинното име на Вилнюс – Almae Academia et Universitas Vilnensis Societatis Jesu – днес с несъществуващ правоприемник); Тартуския университет (в Тарту) от 1632 г.; Московския университет; Санктпетербургския и Казанския университет – който е открит само три години преди Харковския – в 1804 г.
В съветско време е разформирован, след което е възстановен, като от смъртта на Максим Горки до 1999 г. носи неговото име, а след 1999 г. получава името на своя основател – Василий Каразин.
Харковският университет е Алма матер на много от българските възрожденци. В Харковския университет от 1876 г. е редовен професор Марин Дринов, а негов почетен доктор на науките е Васил Златарски.

## Възпитаници и преподаватели, носители на Нобелова награда
- Иля Мечников (Нобелова награда за физиология или медицина, 1908)
- Лев Ландау (Нобелова награда за физика, 1962)
- Саймън Кузнец (Нобелова награда за икономика, 1971)